# Émondeville
Émondeville (deutsch Hermundsweil) ist eine französische Gemeinde mit 342 Einwohnern (Stand: 1. Januar 2022) im Département Manche in der Region Normandie. Sie gehört zum Arrondissement Cherbourg und zum Kanton Valognes. 
Sie liegt auf der Halbinsel Cotentin und grenzt im Nordwesten an Écausseville, im Norden an Joganville, im Nordosten an Saint-Floxel und Saint-Marcouf, im Osten an Azeville und im Süden und im Südwesten an Fresville.

## Bevölkerungsentwicklung
| Jahr      | 1962 | 1968 | 1975 | 1982 | 1990 | 1999 | 2008 | 2018 |
| --------- | ---- | ---- | ---- | ---- | ---- | ---- | ---- | ---- |
| Einwohner | 306  | 262  | 213  | 242  | 247  | 289  | 341  | 351  |

## Sehenswürdigkeiten

Kirche Notre-Dame

- Kirche Notre-Dame